# Гумённое (село)
Гумённое (укр. Гуме́нне) — село в Винницком районе Винницкой области Украины.
Код КОАТУУ — 0520681403. Население по переписи 2001 года составляет 785 человек. Почтовый индекс — 23203. Телефонный код — 432.
Занимает площадь 0,408 км².

## Адрес местного совета
23203, Винницкая область, Винницкий р-н, с.Гумённое